# Geografia de Brunei
A Geografia do Brunei é uma série de estudos e pesquisas que envolvem a geografia fiscal do território bruneiano. O Brunei é um país ao Sudeste da Ásia consiste de duas partes sem ligação no norte da ilha do Bornéu. 97% da população vive na parte maior, a ocidente, enquanto que só 10 000 pessoas vivem na parte leste, montanhosa, que constitui o distrito de Temburong. As cidades principais são a capital, Bandar Seri Begawan (cerca de 46 000 habitantes), a cidade portuária de Muara e Seria. As fronteiras do Brunei são principalmente limitadas ao sul pela Malásia, no estado de Sarawak e pelo Mar da China Meridional, já que este é um país encravado numa ilha, em Bornéu. Seu território abrange 5 765 quilômetros quadrados.

## Subdivisões

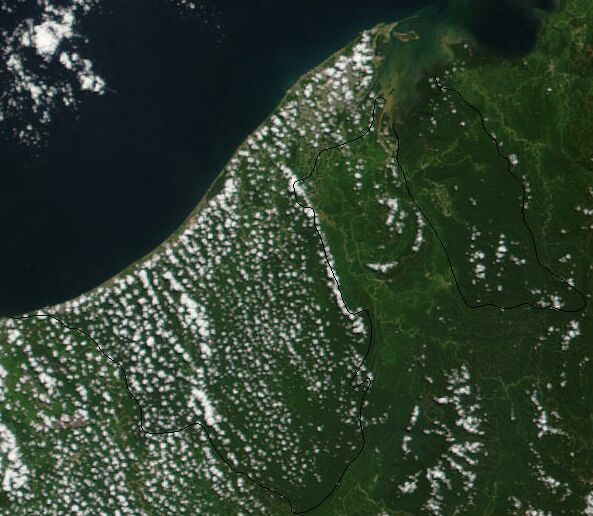
Imagem de satélite do Brunei tirada em Maio de 2002.

O Brunei é um país geograficamente dividido em quatro regiões principais chamados de Daerah, eles dividem todo o território do Estado de Brunei Darussalam, eles são Belait (cuja capital é Kuala Belait), Brunei e Muara (Bandar Seri Begawan), Temburong (Bangar), e Tutong (Pekan Tutong é sua capital). Cada capital de cada Daerah é chamado de Mukim, os mukins são cidades de grande e média densidade populacional do Brunei. Esses são as subdivisões das regiões centrais do Brunei:
| Classificação | Mukim               | População     | Cidade/subdivisão              | Distrito     |
| ------------- | ------------------- | ------------- | ------------------------------ | ------------ |
| 1             | Sengkurong          | 62,400        | Jerudong e Bandar Seri Begawan | Brunei-Muara |
| 2             | Gadong A & Gadong B | 59,610        | Bandar Seri Begawan            | Brunei-Muara |
| 3             | Berakas "A"         | 57,500        | Bandar Seri Begawan            | Brunei-Muara |
| 4             | Kuala Belait        | 35,500        | Kuala Belait                   | Belait       |
| 5             | Seria               | 32,900        | Seria Town (Pekan Seria)       | Belait       |
| 6             | Berakas B           | 23,400        | Bandar Seri Begawan            | Brunei-Muara |
| 7             | Sungai Liang        | 18,100        | None                           | Belait       |
| 8             | Pengkalan Batu      | aprox. 15,000 | None                           | Brunei-Muara |
| 9             | Kilanas             | aprox. 14,000 | Bandar Seri Begawan            | Brunei-Muara |
| 10            | Kota Batu           | 12,600        | Bandar Seri Begawan            | Brunei-Muara |
| 11(           | Pekan Tutong        | 12,100        | Pekan Tutong                   | Tutong       |
| 12            | Mentiri             | 10,872        | None                           | Brunei-Muara |
| 13            | Serasa              | aprox. 10,000 | Muara Town (Pekan Muara)       | Brunei-Muara |
| 14            | Kianggeh            | 8,540         | Bandar Seri Begawan            | Brunei-Muara |
| 15            | Burong Pinggai Ayer | aprox. 8,200  | Bandar Seri Begawan            | Brunei-Muara |
| 16            | Keriam              | 8,000         | None                           | Tutong       |
| 17            | Lumapas             | 7,458         | Bandar Seri Begawan            | Brunei-Muara |
| 18            | Kiudang             | 7,000         | None                           | Tutong       |
| 19            | Saba                | aprox. 6,600  | Bandar Seri Begawan            | Brunei-Muara |
| 20            | Sungai Kedayan      | aprox. 6,000  | Bandar Seri Begawan            | Brunei-Muara |

## Clima
O clima no Brunei é tropical, com temperaturas e humidade atmosférica elevadas e muita chuva.
| Mês                     | Jan   | Fev   | Mar   | Abr   | Mai   | Jun   | Jul   | Ago   | Set   | Out   | Nov   | Dez   | Ano    |
| ----------------------- | ----- | ----- | ----- | ----- | ----- | ----- | ----- | ----- | ----- | ----- | ----- | ----- | ------ |
| Temperatura máxima (°C) | 25.8  | 24.8  | 27.2  | 27.1  | 27.5  | 27.1  | 28.4  | 28.3  | 28.0  | 26.5  | 24.4  | 24.0  | 28.3   |
| Temperatura mínima (°C) | 22.1  | 22.0  | 22.5  | 23.9  | 23.9  | 24.7  | 24.1  | 24.3  | 25.3  | 23.1  | 22.2  | 23.6  | 26.2   |
| precipitação média (mm) | 277.7 | 138.3 | 113.0 | 200.3 | 239.0 | 214.2 | 228.8 | 215.8 | 257.7 | 319.9 | 329.4 | 343.5 | 2873.9 |